# Toumodi
Toumodi är en ort i Elfenbenskusten. Den ligger i distriktet Lacs, i den centrala delen av landet, 40 km sydost om huvudstaden Yamoussoukro. Folkmängden uppgår till lite mer än 40 000 invånare.